# PZL-230 Skorpion
PZL 230 Skorpion – konstrukcyjny projekt (zakończony budową drewnianej makiety) samolotu szturmowego, rozwijany w latach 90. XX w. w Państwowych Zakładach Lotniczych w Warszawie.

## Historia
Pod koniec lat 80. zespół konstruktorów lotniczych PZL Okęcie pod kierownictwem inżyniera Andrzeja Frydrychewicza opracował projekt lekkiego samolotu wsparcia wojsk lądowych, dobierając pożądane cechy takiego samolotu na podstawie analiz działań wojennych w Wietnamie i w Afganistanie. Inspiracją było brytyjskie studium lekkiego samolotu szturmowego BAe P.1233-1 Saba. Wykorzystano również doświadczenia z prac nad nowym samolotem szkolno-treningowym PZL-130 Orlik. Projektowany samolot miał być przede wszystkim zwrotny, zdatny do gwałtownych manewrów, silnie uzbrojony, zdolny do krótkiego startu i lądowania na trawiastych lotniskach przyfrontowych, odporny na ostrzał dzięki opancerzeniu, prosty i dzięki temu tani w budowie oraz miał mieć modułową konstrukcję dla łatwości obsługi.
Opierając się na tych założeniach zaprojektowano jednomiejscowy, dwusilnikowy, turbośmigłowy samolot w układzie kaczki o udźwigu 2000 kg uzbrojenia. Głównym elementem konstrukcji miał być centropłat, zawierający zbiornik paliwa, do którego montowano by pozostałe części płatowca - końcówki skrzydeł, kabinę pilota, stateczniki pionowe. Silniki miały zostać zamontowane w gondolach nad kadłubem, podobnie, jak w amerykańskim Fairchild A-10 Thunderbolt II, z tym że miały one być turbośmigłowe, Pratt & Whitney PT6A-67 o mocy 919 kW (1250 KM), z pięciołopatowymi śmigłami pchającymi Hartzell. Skrzydła o niewielkiej rozpiętości 9,5 m miały obrys podwójnego trapezu i powierzchnię 16 m². Maksymalna masa startowa była obliczona na 5000 kg. Prędkość maksymalna miała wynosić 640 km/h, rozbieg miał wynosić 250 m, a dobieg - 220 m. Stałym uzbrojeniem miało być pięciolufowe działko kalibru 25 mm, reszta uzbrojenia miała być podwieszana na belkach podskrzydłowych (przy czym - znak czasu - miały one pasować zarówno do uzbrojenia poradzieckiego, jak i do NATO-wskiego). Przewidziano osiem belek, w dwie pod usterzeniem przednim. Konstrukcja samolotu była nowoczesna, a poszczególne rozwiązania - nowatorskie. Planowano wykonanie dużej części płatowca z kompozytów, zastosowanie systemu fly-by-wire i dość rozbudowanej awioniki.
W 1990 MON podpisało z PZL umowę na opracowanie do 1991 roku projektu koncepcyjnego samolotu. Jednak wojsko zażądało podwyższenia maksymalnej prędkości samolotu do 1000 km/h i podwyższenia udźwigu do 4000 kg uzbrojenia. Zespół konstruktorski przeprojektował samolot, który spełnił te wymagania, ale znacznie zmienił swe cechy, tracąc zwłaszcza na zaletach wynikających z lekkości konstrukcji. Wspólna była jedynie koncepcja ogólna i układ aerodynamiczny kaczki. W celu osiągnięcia zadanej prędkości maksymalnej i udźwigu, silniki turbośmigłowe zastąpiono odrzutowymi. Według wczesnych koncepcji, miały się one znajdować w gondolach nad centropłatem, a na zewnątrz od nich miały być nachylone do wewnątrz stateczniki pionowe. Po badaniach w tunelu aerodynamicznym, pod koniec 1992 roku  zaprezentowano ostateczny wariant, w którym silniki przeniesiono z gondoli nad kadłubem do gondoli w centropłacie, na których umieszczono nachylone do wewnątrz stateczniki. Wybrany i wypróbowany został już nawet konkretny typ silnika - miał to być amerykański Textron Lycoming LF 507 o ciągu 33,4 kN. Gondole silników i kadłub zostały spłaszczone, co pozwoliło na otrzymanie konstrukcji o minimalnym echu radarowym (cechy stealth). Długość rozbiegu wzrosła do 400 m. Tę wersję nazwano PZL-230F.
W 1992 zbudowano makietę samolotu i 23 grudnia 1992 przekazano ją wojsku, które w 1993 dokonało weryfikacji przydatności samolotu do przewidzianych zadań. Oględzin makiety samolotu dokonał m.in. ówczesny wicepremier Henryk Goryszewski. Weryfikacja wypadła pozytywnie, jednak kolejny rząd zadecydował o przerwaniu finansowania projektu. Prawdopodobnie wpłynął na to fakt, że w tym samym czasie prowadzono kilka innych projektów modernizacji uzbrojenia, między innymi projekt budowy samolotu szkolnego PZL I-22 Iryda i na nowy samolot nie wystarczało pieniędzy.
Trzeba też powiedzieć, iż dużą rolę w końcowej ocenie projektu odegrał wynik operacji Pustynna Burza, gdzie świetnie sprawdziły się samoloty A-10 o zdecydowanie prostszej koncepcji - zwrotność uzyskana w wyniku niskiego obciążenia powierzchni nośnej i sporego wydłużenia płata, do tego o wytrzymałej konstrukcji, dobrej ochronie pilota (opancerzenie) i łatwej naprawie w warunkach polowych.
Z samolotem związane są liczne kontrowersje. Rozpowszechniony jest pogląd, że cały projekt był tylko zbiorem życzeń i był niemożliwy do zrealizowania. Krytycy twierdzą, że nie dałoby się zrobić samolotu o takich parametrach bazując na konstrukcji przeznaczonej do użycia silników turbośmigłowych. Ponadto wskazują, że Polska nie posiadała w owym czasie technologii, które planowano wykorzystać (np. fly-by-wire czy stealth) a szanse na ich uzyskanie w owym czasie były bliskie zeru. Dodatkowym problemem na kolejnych etapach prac mógłby być brak wystarczającego doświadczenia konstruktorów. W związku z trudnościami finansowymi i ograniczeniem wydatków na zbrojenia wątpliwe byłoby jego zamówienie, gdy bardziej potrzebne były nowoczesne myśliwce wielozadaniowe. Ponadto, w związku z zakończeniem zimnej wojny i odprężeniem międzynarodowym nie było potrzeby takiego samolotu na świecie i w razie ukończenia projektu, nie miałby szans na sukces rynkowy za granicą. Przez kolejne dwie dekady, w związku z wybuchem serii konfliktów asymetrycznych, popularność zdobyły natomiast prostsze i tańsze samoloty przeciwpartyzanckie bazujące na turbośmigłowych samolotach szkolnych.
W tym samym czasie Instytut Lotnictwa w Warszawie rozwijał podobny projekt pod nazwą Pirania, a nieco później - projekt samolotu Kobra 2000.
Podstawowe dane techniczne "Skorpiona":
- rozpiętość - 10,00 m (inne dane - 9 m)
- długość - 12,10 m (inne dane - 9,3 m)
- wysokość - 4,20 m,
- maksymalna prędkość - 1040 km/h (0,85 Ma),
- maksymalny pułap operacyjny - 12.000 m